# Ferenc Kiss (actor)
Ferenc Kiss, pe numele real Sándor Ferenc Kis, (n. 15 aprilie 1893, Székesfehérvár, Țările Coroanei Sfântului Ștefan, Ungaria – d. 13 august 1978, Budapesta, Republica Populară Ungară) a fost un actor maghiar, distins cu titlul de artist emerit.

## Biografie
Era fiul frizerului reformat Mihály Kis și al credincioasei romano-catolice Erzsébet Zelena. În 1912 a promovat examenul de bacalaureat la Székesfehérvár. A luptat în Primul Război Mondial. A început studii la Academia de Teatru din Budapesta și în 1917 a debutat pe scenă la Debrețin. Din toamna anului 1919 a fost membru al trupei Teatrului Național din Budapesta, fiind numit în 1937 ca membru pe viață. Din 1937 până în 1944 a fost director al Academiei de Teatru din Budapesta, iar în perioada 1938-1944 a fost președinte al Camerei de Arte Dramatice și Cinematografice (Színművészeti és Filmművészeti Kamara). Ferenc Szálasi l-a numit pe 15 octombrie 1944 director al Teatrului Național. 
Tribunalul Poporului a condamnat activitățile politice desfășurate în aceste posturi, iar Ferenc Kiss a făcut închisoare din 27 noiembrie 1945 până în 23 septembrie 1953. Apoi, după eliberare, a lucrat un timp ca muncitor și șef de echipă, dar în august 1956 și-a reluat cariera de actor. A jucat la Teatrul Kisfaludy din Győr (1956-1959), Teatrul Național din Szeged (1959-1964), Teatrul Petőfi din Veszprém (1965, 1968) și Teatrul Csiky Gergely din Kaposvár (1970). În 1963 a primit titlul de artist emerit al Republicii Populare Ungare. S-a retras în 1964 s-a retras, dar a continuat să joace diferite roluri. În 1971 a apărut cartea sa de memorii, Mindenért fizetni kell.
S-a căsătorit de trei ori, prima oară pe 9 august 1919 cu Piuska Duschnitz, artistă de origine evreiască, de care a divorțat în 1930. Cea de-a doua soție a fost Katalin Kovács, cu care s-a căsătorit pe 24 decembrie 1932. A avut două fiice: Zsuzsanna și Éva.
Ferenc Kiss a decedat pe 13 august 1978 și a fost înmormântat pe 19 august 1978 în cimitirul Farkasréti, în conformitate cu ceremonia Bisericii Reformate.

## Roluri în piese de teatru
- Danton (Büchner: Danton halála)
- Henschel fuvaros (Hauptmann)
- Petruchio (Shakespeare: Îmblânzirea scorpiei)
- Macbeth (Shakespeare)
- Othello (Shakespeare)
- Richard al III-lea (Shakespeare)
- Ádám, Lucifer (Madách Imre: Tragedia omului)
- Bánk (Katona József: Bánk bán)
- Cyrano (Rostand: Cyrano de Bergerac)
- Wallenstein (Schiller)
- Balga (Vörösmarty Mihály: Csongor és Tünde)
- Ezra Mannon (O’Neill: Amerikai Elektra)
- Willy Loman (Miller: Moartea unui comis-voiajor)

## Filmografie
- Rákóczi induló - 1933
- Café Moszkva - 1936
- Légy jó mindhalálig - 1936
- Ember a híd alatt - 1936
- Sárga csikó - 1936
- Én voltam - 1936
- Szenzáció - 1936
- Az aranyember - 1936
- Zivatar Kemenespusztán - 1936
- Pogányok - 1937
- Pergőtűzben! - 1937
- Pusztai szél - 1937
- Elcserélt ember - 1938
- Piros bugyelláris - 1938
- János vitéz - 1939
- Magyar feltámadás - 1939
- Toprini nász - 1939
- 5 óra 40 - 1939
- Hat hét boldogság - 1939
- Földindulás - 1940
- Sarajevo - 1940
- Elnémult harangok - 1940
- A beszélő köntös - 1941
- Európa nem válaszol - 1941
- Lángok - 1941
- Kísértés - 1942
- Kísértés - 1942 (film italian)
- Szabotázs - 1942
- II. magyar kívánsághangverseny - 1944
- Égi madár - 1958
- Bogáncs - 1959
- Játék a szerelemmel - 1959
- Pár lépés a határ - 1959
- Légy jó mindhalálig - 1960
- Csutak és a szürke ló - 1961
- Jó utat, autóbusz - 1961
- Áprilisi riadó - 1962
- Fagyosszentek - 1962
- Egyiptomi történet - 1963
- Új Gilgames - 1964
- Húsz óra - 1965
- Pacsirta - 1965
- Iszony - 1965
- Fiii omului cu inima de piatră - 1965
- Szentjános fejevétele - 1966
- Oly korban éltünk - 1966-67
- Édes és keserű - 1967
- Kincskereső kisködmön - 1967
- Régi idők focija - 1973
- A vihar - 1976

## Premii și distincții
- Coroana Corvin (1935)
- Artist emerit (1963)